# Midsommar i Sverige

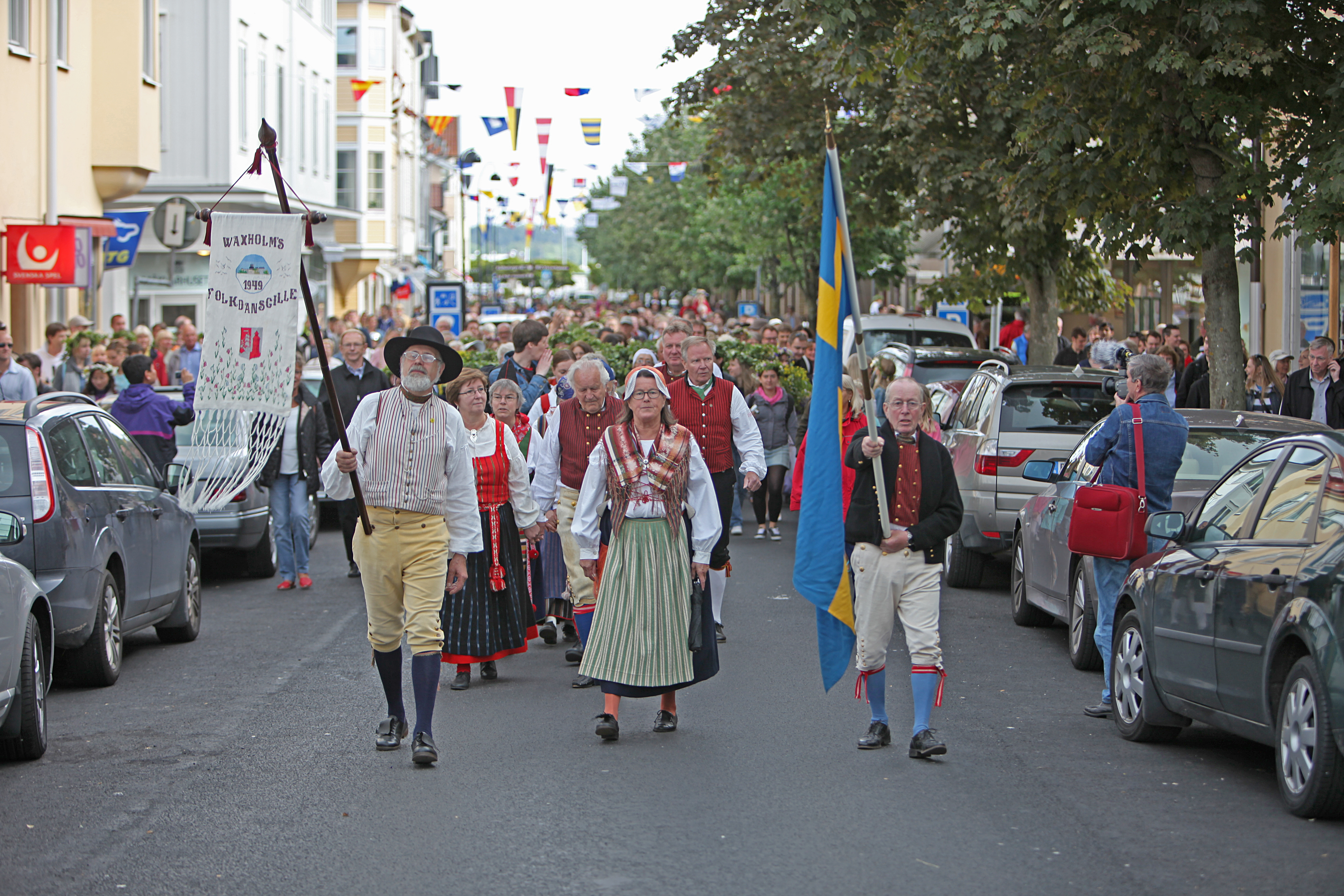
Midsommarkarneval i Vaxholm 2009.

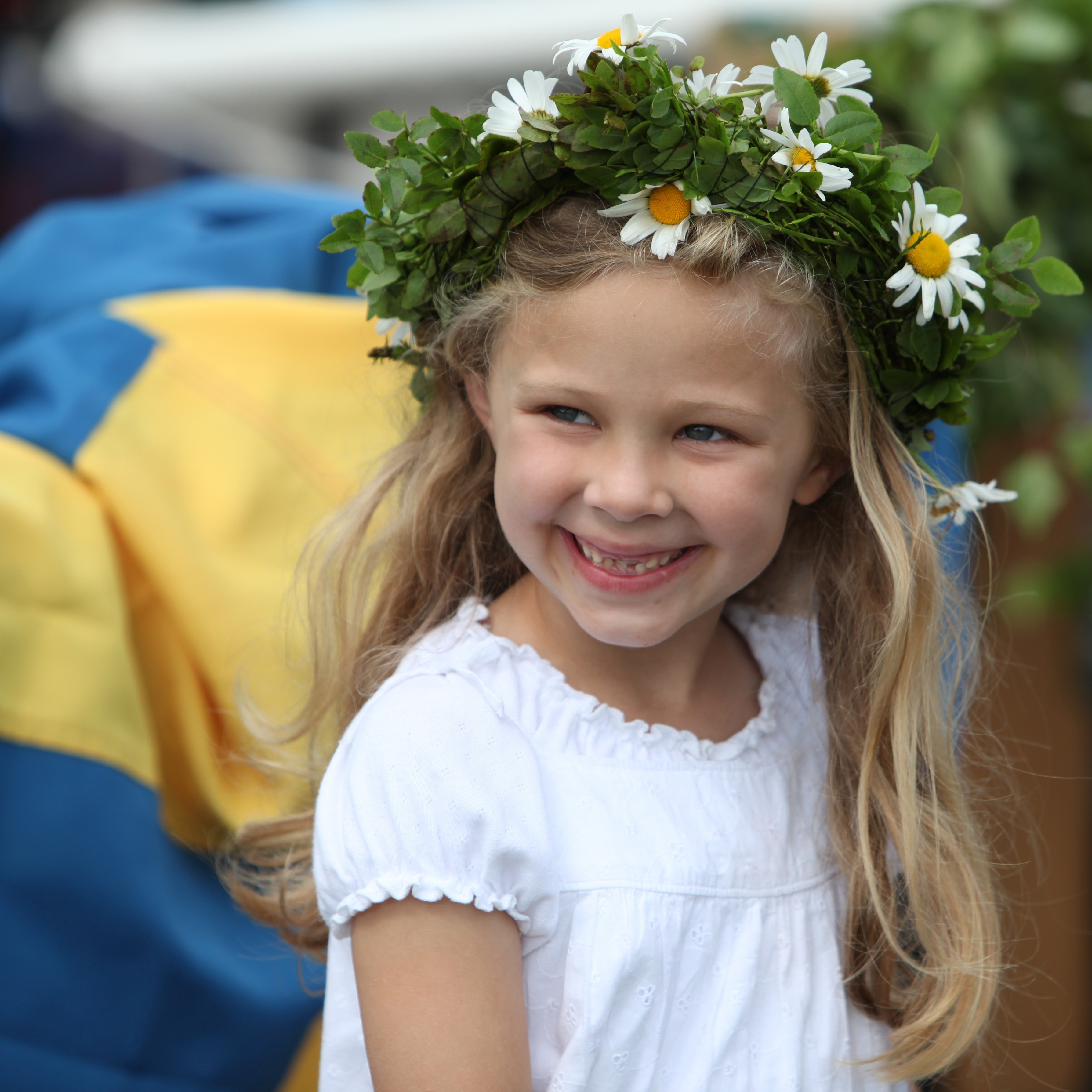
Flicka med midsommarkrans i håret.

Midsommar är en högtid som firas allmänt i Sverige, vid en tidpunkt nära sommarsolståndet. 

## Ursprung
I populär föreställningsvärld har högtiden förkristet ursprung, men belägg för en förkristen skandinavisk högtid omkring den 24 juni saknas, eftersom nordisk skrift innan tidig medeltid inte finns bevarad. Den kristna kyrkan firar Johannes Döparens födelse den 24 juni sedan 300-talet, och förde med sig denna högtid till Sverige på 1000-talet. Ordet midsommar förefaller däremot vara förkristet, och syftade ursprungligen på det tredje kvartalets början 20-22 juli, det vill säga en månad senare än det kristna midsommarfirandet. Medan de tre övriga kvartalsskiftena (19–21 januari, 20–22 april, 20–22 oktober) förknippas med blot i isländska källor, saknas tydliga belägg för ett sådant vid kvartalsskiftet i juli. I folkmun flyttades ordet midsommar över från att syfta på kvartalsskiftet i juli till att syfta på det kristna firandet av Johannes döparen i juni. Midsommar firas numera ofta med dans kring midsommarstången och sill och potatis på matbordet.

## Traditioner
I Sverige är det vanligaste firandet av midsommar knutet till dans kring en midsommarstång – en lövad och blomprydd stång eller påle, antingen i form av ett kors med kransar hängande från tvärslån eller en eller flera större kransar som hänger i band och omsluter pålen. 
Man bildar ringar och dansar kring stången, medan man sjunger de kända lekvisorna. Midsommarstången kom troligen till Sverige från Tyskland på 1300- eller 1400-talet. Den kallas även majstång, av vissa ansett stamma från det åldriga ordet maja, som betyder löva. Andra anser att namnet kommer av tyskans Maibaum.
Det förekommer även andra nöjesaktiviteter under midsommar, såsom fiskdamm, säcklöpning och lotteri.
Att ha en blomsterkrans i håret är vanligt under midsommar, främst bland barn och kvinnor. Man kan binda dem med björkris eller ståltråd som bas och därvid tillfoga blad och blommor.
Knutet till midsommar finns också en stark tradition av alkoholkonsumtion i samband med firandet, vilket gör midsommarhelgen till en av de tidpunkter på året då mest fylleri och bråk inträffar. Det myckna resandet omkring helgen, då också många påbörjar sin semester, gör dessutom helgen till en av de mest trafikskadedrabbade.

## Tidpunkt
Midsommardagen, som är allmän flaggdag i Sverige, infaller i Sverige sedan 1953 på en lördag mellan den 20 och 26 juni. Tidigare inföll midsommardagen alltid den 24 juni, på Johannes döparens dag. Detta är fortfarande fallet i till exempel Estland, Lettland och Norge. Före 1925 kallades midsommardagen officiellt bara för Johannes döparens dag.
Midsommarafton är dagen före midsommardagen (och infaller alltså numera på en fredag 19–25 juni). Midsommarafton är inte allmän helgdag i Sverige, men i banklagen och andra lagtexter jämställs den (liksom julafton, nyårsafton och påskafton) med allmän helgdag. Ursprunget till firandet är att glädja sig över årets längsta dag; den korrekta dagen att fira midsommar på vore när sommarsolståndet infaller, oftast den 21 juni.

## Mat och dryck

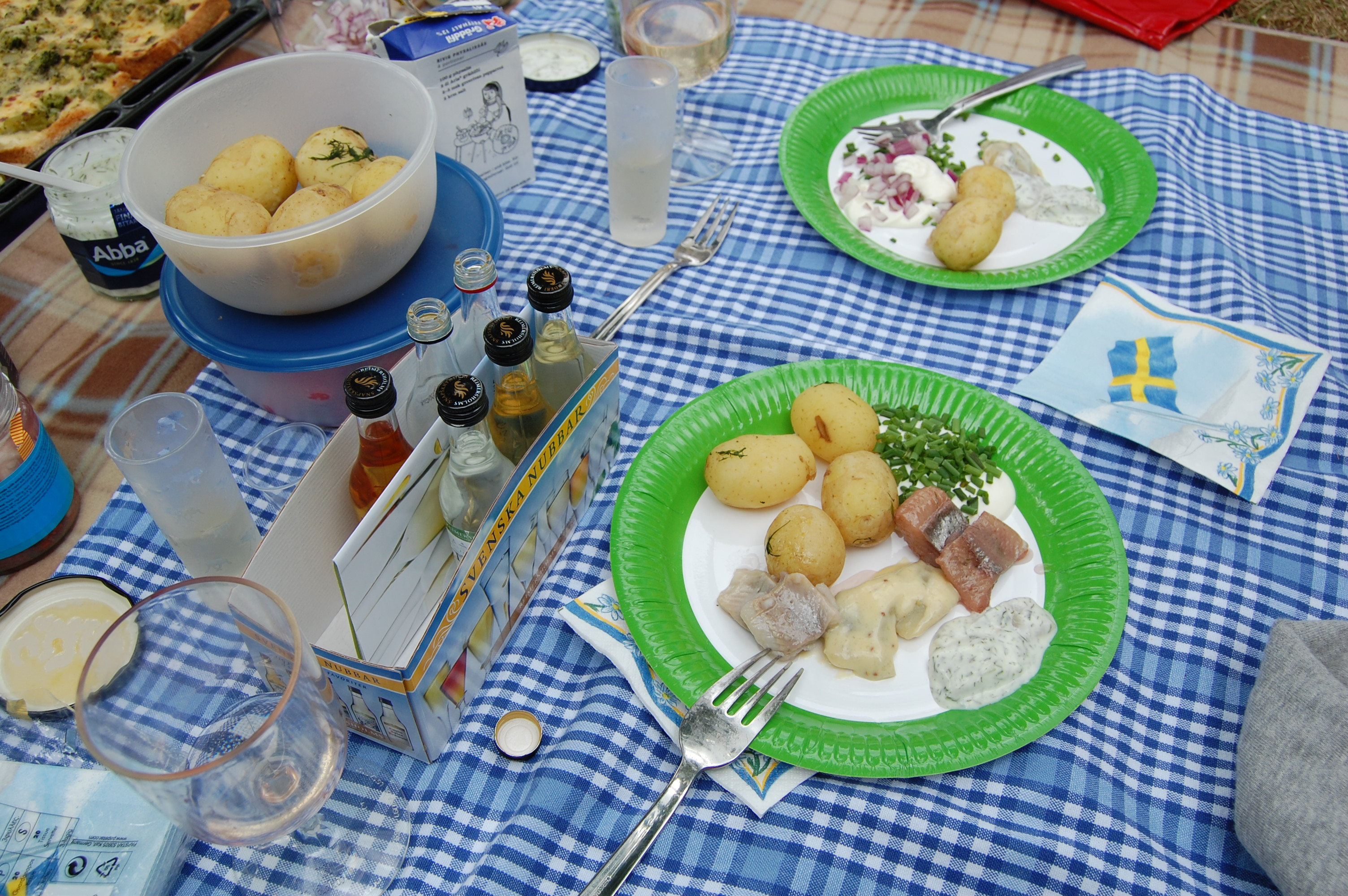
Sill, potatis och nubbe.

Vid midsommar är det i Sverige vanligt att äta matjessill, gräddfil och gräslök, färskpotatis samt jordgubbar till efterrätt. Midsommar förknippas i hög grad med just färskpotatisen, som vanligen serveras med dill. Många dricker snaps till maten. Det dricks också mycket öl och andra alkoholhaltiga drycker under helgen. Som alkoholfritt alternativ serveras ofta läsk, must eller alkoholfri cider.
Inlagd sill har sedan länge tillhört vardagsmaten. Dock är traditionen med färskpotatis tillsammans med sillen relativt ung och skapades i storstäderna under 1920-talet. Förr sågs det som slöseri att äta potatis som ännu inte vuxit färdigt (i Nordsverige hinner dessutom inte potatisen växa så tidigt som till midsommar).

## Vädret

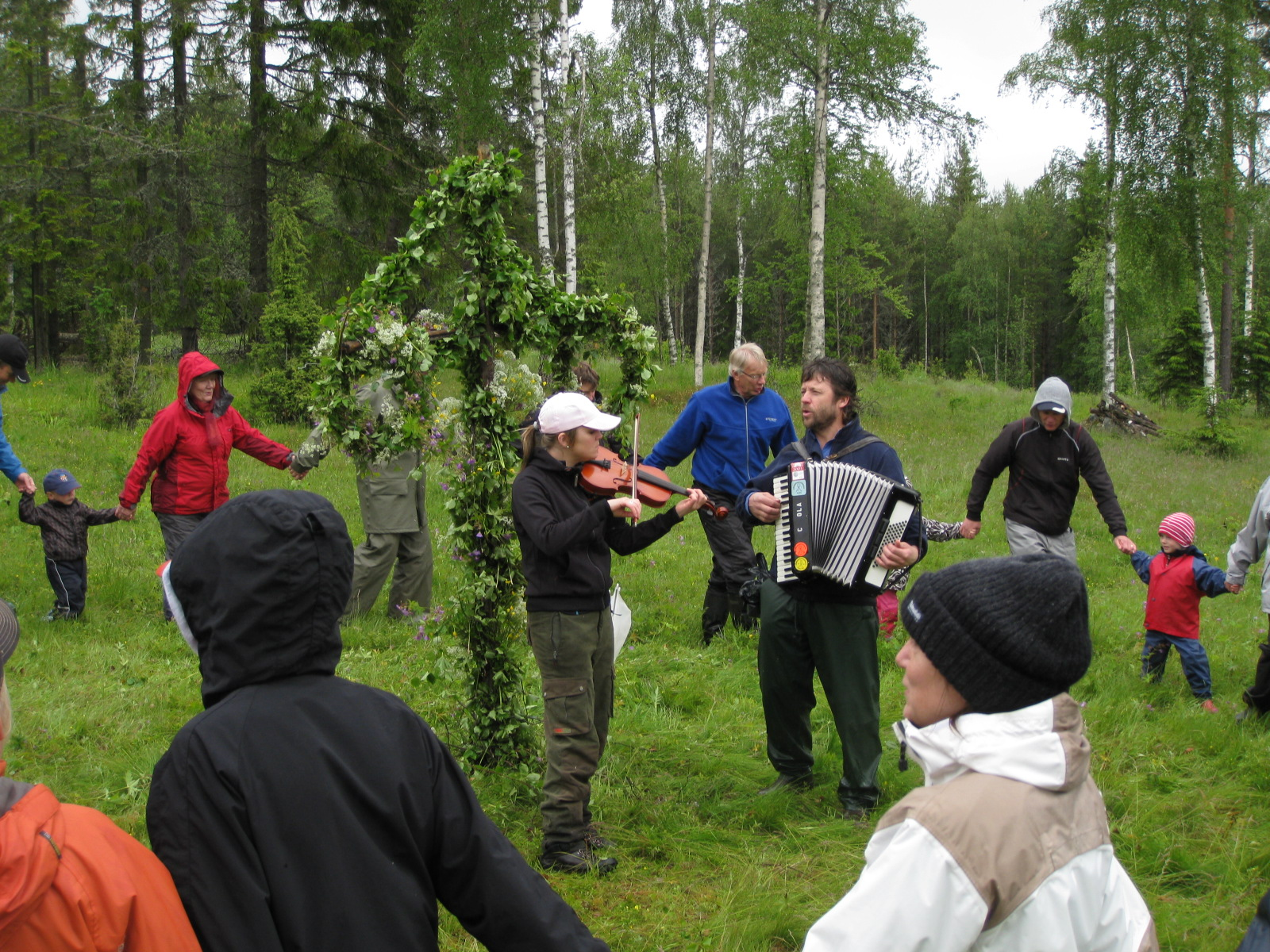
Dans runt stången i kallt och blött midsommarväder.

Vädret är ett vanligt samtalsämne vid midsommar. Meteorologer i Sverige får särskilt många frågor om vädret just dagarna innan midsommar eftersom många planerar att fira midsommar utomhus. Det finns en allmän uppfattning om att det ofta regnar i Sverige på midsommarafton, och statistik som bekräftar att det ofta gör det. Särskilt vanligt är det med regnskurar på midsommaraftonen. Enligt meteorologen Pia Hultgren är det i perioden kring midsommar vanligt att lågtryck kommer in över Sverige från Polen, vilket kan resultera i drastiska väderomslag. Från och med 1990-talet fram till 2020-talet har det även varit svalt, med något undantag. Enligt SMHI kan kylan bero på att kvarliggande kalluft över Norra ishavet och Grönland flyttas söderut. Den kallaste midsommaren enligt statistik från 1900–2019 var troligtvis 1987, när delar av inre Norrland hade nollgradigt och Stockholm hade 11 grader som högsta temperatur på dagen. Den varmaste midsommaren i Sverige enligt samma statistik var 1935, då det var hett i nästan hela landet. Allra varmast var det i Sveg, som då uppmätte 35 grader.

## Folktro
I bondesamhällets folktro var midsommarnatten en viktig tidpunkt. Den ansågs vara en av årets mest magiska nätter, då naturen fylldes av övernaturliga krafter. Gränsen mellan människornas värld och det övernaturliga troddes vara tunnare än vanligt denna natt och det finns många berättelser om fantastiska saker som sades kunna hända då.
Läkeväxter ansågs vara extra kraftfulla och därför samlade man gärna dessa under midsommarnatten. Man band också så kallade midsommarkvastar (buketter) och torkade för att bevara midsommarkraften över året. Dessa kunde sedan till exempel läggas i vattnet vid julbadet, för att hålla sig frisk genom vintern, eller användas som botemedel om djuren blev sjuka. Midsommarkvast kallades också en sopkvast som bands för att göra rent till midsommar och som sedan använde sommaren ut. Midsommardaggen var också eftertraktad, gick man barfota i den skulle man hålla sig stark och frisk under året. Daggen samlades också för att bota sjukdomar och för att få bröd och öl att jäsa ordentligt. På en del ställen besökte man även speciella källor och drack av vattnet i dem för att få hälsa och kraft.
I bondesamhället fanns mycket folktro om att spå om framtiden. De stora högtiderna under året ansågs lämpa sig särskilt väl för att förutsäga framtiden och försöka ta reda på vem som skulle dö, vilka som skulle gifta sig och hur skörden skulle bli under det kommande året.  Detta kunde ske genom att man gick så kallad "årsgång" eller "vakade tyst" vid en jordfast sten eller en korsväg, i syfte att framkalla en vision eller ett hörselvarsel om framtiden (man sades till exempel kunna få se liktågen för de som skulle dö gå förbi eller höra gräset gro som tecken på att en god skörd var att vänta).
På midsommar var kärleksspådomar särskilt populära hos ungdomarna. En av de vanligaste spådomsmetoderna finns fortfarande kvar men är idag i första hand en lek för barn: att plocka blommor att lägga under kudden för att drömma om den man ska gifta sig med.
Blommorna skulle enligt traditionen plockas under tystnad – bröts tystnaden var även magin bruten. Just tystnad är ett vanligt inslag i bondesamhällets magiska tänkande, en markering av att det är en rit som utförs genom att man går ifrån det normala beteendet (att vara naken och göra saker baklänges eller motsols i rituella sammanhang är andra exempel på detta tänkande).  Antalet blommor som plockades varierar men de vanligaste antalen är sju eller nio. Ojämna tal uppfattas som magiska i många kulturer - människor tenderar att se jämna tal som mer harmoniska och därmed mer ”normala” än ojämna. Ibland säger också traditionen att den som vill spå sig ska klättra över lika många gärdsgårdar som hon plockar blommor. 
En annan spådomsmetod var att äta något väldigt salt som salt sill/strömming eller så kallad drömgröt/drömpannkaka som lagades av mjöl, vatten och mycket salt (detta kunde också utföras vid andra tillfällen på året, till exempel på torsdagsnätter). Sedan skulle man gå och lägga sig utan att dricka något.  Den blivande maken (eller makan) skulle då uppenbara sig i drömmen och erbjuda den sovande något att släcka törsten med. Valet av dryck sades ibland förutspå om det gemensamma livet skulle bli rikt eller fattigt.
Man kunde också söka svaret vid en ”midsommarkälla”, där den tilltänktes ansikte skulle visa sig i vattenspegeln. Källorna kunde också uppsökas i magiskt syfte för att till exempel påverka den egna fruktbarheten.
Midsommarnatten var också en lämplig tid för skattsökare. Då sades det att förtrollade skatter steg upp ur jorden och blev synliga för människors ögon. Om man lyckades hålla sig tyst kunde man få tag i skatten, bröt man tystnaden försvann den ned i jorden för att aldrig mer återfinnas.